# Дайер, Реджинальд
Полковник Реджинальд Эдвард Гарри Дайер (англ. Reginald Edward Harry Dyer; 9 октября 1864, Мурри, Британская Индия — 23 июля 1927, Лонг-Эштон) — офицер Британской индийской армии, осуществивший Амритсарскую бойню.

## Биография
Дайер родился 9 октября 1864 года в Мурри, в провинции Пенджаб, Британская Индия. Его отец Эдвард Дайер управлял пивоварней «Murree Brewery».
Дайер провёл детство в Мурри и Шимле и получил начальное образование в колледже Лоуренса Гора Гали и школе Епископа Коттона. Некоторое время он изучал медицину в Королевском колледже хирургов в Ирландии, а затем поступил в Королевское военное училище, которое окончил в августе 1885 года.
После окончания учёбы Дайер был зачислен в Её Величества королевский западносуррейский полк и участвовал в борьбе с беспорядками в Белфасте и Третьей англо-бирманской войне. В 1887 году он перевёлся в Бенгальскую армию, присоединившись к Бенгальскому штабному корпусу в звании лейтенанта. Затем Дайер был переведён в 39-й бенгальский пехотный полк. В 1901 году он был назначен заместителем помощника генерал-адъютанта.
В августе 1903 года Дайер был произведен в майоры, а в 1908 году служил в экспедиции Ланди-Котал. Он командовал 25-м пенджабским полком в Индии и Гонконге и был произведён в подполковники в 1910 году. Во время Первой мировой войны Дайер командовал силами Сеистана, после чего стал кавалером ордена Бани. Он получил звание полковника в 1915 году, а в следующем году был повышен до временного бригадного генерала. В 1919 году Дайер участвовал в Третьей англо-афганской войне. Дайер вышел в отставку 17 июля 1920 года в звании полковника.

## Амритсарская бойня
В 1919 году европейское население Пенджаба опасалось свержения местными жителями британского правление. 30 марта Махатма Ганди созвал национальную забастовку, которая позже переросла в насилие. Окружной судья, действуя по приказу правительства Пенджаба, арестовал двух лидеров.
В знак протеста против действий британского правительства демонстранты направились к резиденции Майлза Ирвинга, заместителя комиссара Амритсара. В ответ на это по толпе был открыт огонь. Было убито минимум восемь протестующих. В результате образовались разъяренные толпы, которые вернулись в центр города Амритсар, поджигая правительственные здания и нападая на европейцев. Трое служащих британского банка были забиты до смерти.
Дайер, который был командиром пехотной бригады в Джаландхаре, был возмущён нападением нападениями и решил принять меры. Он прибыл в город 11 апреля и принял командование. Дайер опасался неминуемого мятежа в Пенджабе, подобного Восстанию сипаев.
Утром, 13 апреля 1919 года, Дайер опубликовал прокламацию на трёх языках в 19 местах по всему городу и распространил рекламные листовки, которые объявляли о введении комендантского часа. В полдень того же дня Дайеру сообщили, что вопреки его приказам в Джаллианвала Багх вновь должно было состояться собрание.
Дайер был полон решимости подавить неповиновение в Амритсаре. Перед собранием выступили семь человек, в том числе Бридж Гопи Натх, который прочитал стихотворение, подстрекающее людей к войне. Под командованием Дайера было 50 военнослужащих. Генерал приказал войскам стрелять прямо в собравшихся. Стрельба не ослабевала около 10 минут, а запас патронов у солдат был почти исчерпан. Сообщается, что Дайер приказывал стрелять по большим скоплениями людей, которые старались покинуть здание. На следующий день после бойни Дайер продолжил командование, хотя в городе было тихо.
Дайер подвергся резкой критике как в Великобритании, так и в Индии. Против него выступили несколько высокопоставленных и влиятельных британских правительственных чиновников и индийцев. Позже главнокомандующий войсками в Индии генерал Чарльз Монро призвал его уйти в отставку.

## Дальнейшая жизнь
Военный министр Великобритании Уинстон Черчилль хотел привлечь Дайера к ответственности, но Совет армии решил позволить Дайеру уйти в отставку, избежав дальнейшего наказания. После речи Черчилля в защиту решения Совета и дебатов в парламенте 8 июля 1920 года депутаты проголосовали за правительство, а предложение по одобрению действий Дайера было отклонено.
После отставки Реджинальд Дайер поселился в Великобритании. Morning Post поддержала действия Дайера, заявив, что его действия были необходимы для «защиты чести европейских женщин».
Многие индийцы, включая нобелевского лауреата Рабиндраната Тагора, были возмущены созданием фонда Дайера, в особенности из-за семей жертв, которые всё ещё боролись за компенсацию от государства.
Дайер приобрёл ферму в Эштон-Филдс, Уилтшир. В последние годы жизни здоровье Дайера стремительно ухудшалось. Он перенёс несколько инсультов и страдал из-за паралича и потери дара речи. Он скончался от внутримозгового кровоизлияния и атеросклероза 23 июля 1927 года в своём коттедже в Сомерсете в возрасте 62 лет.